# Yvonne Boyer
Yvonne Boyer (* 25. Oktober 1953 in Moose Jaw, Saskatchewan, Kanada) ist eine kanadische Rechtsanwältin und Hochschullehrerin. Sie ist Professorin an der juristischen Fakultät der Universität Ottawa und stellvertretende Direktorin des dortigen Zentrums für Gesundheitsrecht, -politik und -ethik. Sie wurde 2018 von Premierminister Justin Trudeau als Ontarios erste indigene Senatorin berufen.

## Leben und Werk
Boyer ist Angehörige der Métis Nation of Ontario und hat Vorfahren in der Métis Nation of Saskatchewan und Red River. Sie wuchs in Moose Jaw auf und in den 1970er Jahren arbeitete sie als Krankenschwester am Foothills Hospital in Calgary. Nachdem sie nach mehreren Jahren nach Hause in die Nähe ihrer Familie in Moose Jaw zurückgekehrt war, belegte sie Abendkurse, studierte Geistes- und Naturwissenschaften und Soziologie als Hauptfach. 1991 nahm Boyer am Sommerprogramm für einheimische Studenten der University of Saskatchewan teil und schrieb sich für das Jurastudium an der Dalhousie University ein. 1993 kehrte sie an die University of Saskatchewan zurück und schloss 1996 ihr Jurastudium mit einem LL.B. ab. Sie promovierte an der Universität Ottawa in Rechtswissenschaften und war 2013 Stipendiatin am Indigenous People’s Health Research Centre der Johnson Shoyama Graduate School of Public Policy University in Regina. Sie war ordentliche Professorin und ehemalige Canada Research Chair in Aboriginal Health and Wellness an der Brandon University in Manitoba. Neben ihrer eigenen Anwaltskanzlei wechselte sie 2018 von der Universität Ottawa in den Senat von Kanada.
Boyer hat zahlreiche Veröffentlichungen zu den Themen Gesundheit der indigenen Bevölkerung und den Auswirkungen der Rechte der Aborigines und des Vertragsrechts auf die Gesundheit der First Nations, Métis und Inuit verfasst. Sie ist Mitglied der Law Society of Ontario und der Law Society of Saskatchewan.
Boyer war Mitglied in zahlreichen Vorständen und Ausschüssen, darunter dem FSIN Justice Council, dem Clarence Campeau Development Fund, der Aboriginal Women and Violence Working Group und dem STC Committee on Alternatives to Litigation by Residential School Survivors. Sie war unter anderem Vorstandsmitglied des Champlain Local Integrated Health Network und von Save the Children Canada. Sie ist ehemalige kanadische Menschenrechtsbeauftragte und ernanntes Mitglied des First Nations Appeal Tribunal der Federation of Sovereign Indigenous Nations.

## Saskatoon Tribal Council
Boyer wurde Direktorin der Justizabteilung des Saskatoon Tribal Council und arbeitete an der Entwicklung von Programmen zur Behandlung von Jugendstrafrechtsfragen, wie etwa alternativen Strafmaßprogrammen. Sie begann mit den Stammesältesten des Saskatoon Tribal Council (STC) sowie mit Justizbeamten zusammenzuarbeiten und trug dazu bei, Strafvollzugszirkel als Alternative zu den Gerichten wieder einzuführen. Während ihrer Zeit beim STC sammelte sie  Erfahrungen bei der Entwicklung gemeinde- und stadtbezogener Justizprogramme für die sieben Mitgliedsgruppen des Stammesrats.
Während ihrer Arbeit mit den städtischen Diensten des STC kam Boyer in direkten Kontakt mit den Auswirkungen des Internatssystems. 1999 wurde sie Programmdirektorin der Aboriginal Healing Foundation in Ottawa und war maßgeblich an den Entscheidungen beteiligt, die sich mit der Zuteilung des 350 Millionen Dollar umfassenden Fonds der Stiftung zur Unterstützung der Opfer des Internatssystems befassen, das in Kanada von den 1870er- bis in die frühen 1980er-Jahre bestand.
Sie arbeitete als Rechtsberaterin für die Native Women’s Association of Canada, als Rechtsberaterin für die Canadian Nurses Protective Society und als Führungskraft für die Aboriginal Healing Foundation und die National Aboriginal Health Organization.

## Zwangssterilisation
Boyer verfasste 2017 gemeinsam mit der Métis-Ärztin Judith Bartlett einen Bericht, in dem die Sterilisation von sieben indigenen Frauen in Saskatchewan in allen Einzelheiten beschrieben wurde. Dabei wurde auch darauf hingewiesen, dass noch im Jahr 2015 Frauen zur Sterilisation gezwungen wurden.
Der Menschenrechtsausschuss des kanadischen Senats begann 2019 mit der Untersuchung des Themas und stellte fest, dass Zwangssterilisationen in Kanada noch immer stattfinden und dass nicht nur indigene Frauen davon betroffen sind. Boyer brachte als Mitglied des Senatsausschusses für Menschenrechte im Juni 2022 den Gesetzentwurf S-250 im Senat ein. Das Gesetz würde die Zwangssterilisation zu einer Straftat machen, die mit bis zu 14 Jahren Gefängnis bestraft werden könnte.

## Auszeichnungen
- Harvey Bell Memorial Prize
- 2018: Ehrendoktorwürde der Nipissing University

## Veröffentlichungen (Auswahl)
- Moving Aboriginal Health Forward: Discarding Canada's Legal Barriers. Purich Publishing, 2017, ISBN 978-1-895830-79-8.
- mit Larry Chartrand: Métis Rising. UBC Press, Purich Books, 2022, ISBN 978-0-7748-8075-6.